# 戰神 (1985年電視劇)
《戰神》是香港亞洲電視拍攝製作的武打劇集，由李元科監製，劇集於1985年3月首播，共25集。主演有蕭玉龍、徐二牛、張翼、王偉、葉玉萍、冼煥貞等人。

## 剧情
二太子雷振宇（徐二牛）无心功名，不欲与大太子雷振寰（张翼）争夺战神及皇室继承人，留书出走。流落乡间，且收得三庶民为徒，其中对英紫阳（萧玉龙）另眼相看。此时，平西王企图夺权，多次派出手下行刺宇，幸亏宇机警过人，成功击退他们。
后来寰得幕僚段荣禄(王伟)之助，篡父弑叔，既得「战神」之名，继承大统。与此同时，宇惊闻父皇驾崩恶噩，赴京奔丧，随即揭穿寰及段荣禄之恶行，兄弟遂反目成仇，宇更惨被废去武功。 最后，宇把所有希望寄托在阳身上，并将其认为义子，与寰再逐战神之名。

## 演員表
- 蕭玉龍 飾 英紫陽
- 徐二牛 飾 雷振宇
- 張翼 飾 雷振寰
- 王偉 飾 段榮祿
- 葉玉萍 飾 段潔男
- 冼煥貞 飾 金千金
- 弗烈 飾 文家勁
- 譚榮傑 飾 金家威
- 鄭雷 飾 皇叔（平西王）
- 黃曙光 飾 布堯
- 曹榮 飾 徐鶴
- 吳毅將 飾 段天蒼
- 尹天照 飾 段天鷹
- 熊德誠 飾 公孫先生
- 良鳴 飾 金富豪
- 司馬華龍 飾 皇帝
- 黎宣 飾 湯珠
- 歐陽莎菲 飾 英紫陽母
- 關偉倫 飾 魏虎
- 陳惠瑜 飾 小紅
- 蔡國慶 飾 鏢師